# Solanum sect. Cyphomandropsis
Die Sektion Solanum sect. Cyphomandropsis ist ein Teil der  Pflanzengattung der Nachtschatten (Solanum). Die Arten wurden lange Zeit entweder in der eigenständigen Gattung Cyphomandra oder innerhalb der Nachtschatten geführt, molekularbiologische Untersuchungen bestätigen eine Eingliederung in die Gattung der Nachtschatten. Die Sektion umfasst etwa 13 Arten, die in Südamerika verbreitet sind.

## Beschreibung

### Vegetative Merkmale
Die Arten der Sektion Cyphomandropsis sind unbewehrte Bäume, Sträucher oder krautige Pflanzen, die gelegentlich Rhizome bilden. Die Stämme sind unbehaart bis dicht behaart. Die Behaarung besteht aus unverzweigten und drüsigen, unverzweigten und nicht drüsigen und/oder baumartig verzweigten, nichtdrüsigen Trichomen.
Eine sympodiale Einheit enthält drei oder mehr Laubblätter. Die unbehaarten bis dicht behaarten Blattspreiten sind häutig bis nahezu häutig oder sukkulent. Sie sind einfach und eiförmig oder fiederig zusammengesetzt. Die Spitze ist spitz bis zugespitzt, die Basis ist keilförmig bis herablaufend oder stark herzförmig. Die Blattstiele sind ebenfalls unbehaart bis dicht behaart.

### Blütenstände und Blüten
Die Blütenstände können unverzweigt bis stark verzweigt sein und keine bis dichte Behaarung aufweisen. Die Blütenstiele weisen an oder nahe einen gelenkartigen Knick auf, fallen sie ab, hinterlassen sie Narben oder sichtbare Reste an den Blütenstandsachsen.
Die Blüten sind zwittrig, radiärsymmetrisch und fünfzählig. Der Kelch ist glockenförmig, vergrößert sich an der Frucht nicht und ist unbehaart bis dicht behaart. Unterhalb der Kelchlappen ist der Kelch gelegentlich etwas aufgeblasen. Die Kelchlappen selbst sind dreieckig bis schmal dreieckig mit stumpfen bis zugespitzten Spitzen. Die Krone ist weiß, pink, purpur oder bläulich gefärbt, membranartig bis nahezu häutig und sternförmig, radförmig-sternförmig oder sternförmig-glockenförmig. Die Kronlappen sind schmal dreieckig bis eiförmig, an der Spitze pfriemförmig bis spitz zulaufend. Die Außenseite ist unbehaart bis dicht behaart, die Innenseite unbehaart bis mäßig behaart.
Die Staubblätter sind gleichgestaltig, die Staubfäden sind sehr kurz, unbehaart und setzen nahe der Kronenbasis an. Die Staubbeutel stehen zusammengeneigt oder frei voneinander, sind gelb bis grünlich, rötlich oder purpurn gefärbt. Ihre Form ist eiförmig bis schmal dreieckig, zur Spitze hin sind sie etwas verjüngt. Sie öffnen sich über meist nach außen gerichtete Poren an den Spitzen, sehr selten oder gar nicht erweitern sich diese zu Längsschlitzen. Der Fruchtknoten ist unbehaart bis dicht flaumhaarig. Der Griffel ist unbehaart bis mäßig flaumhaarig, zylindrisch bis fast keulenförmig. Er trägt eine abgeschnittene oder leicht kopfige Narbe, die genauso breit ist wie der Griffel.

### Früchte und Samen
Die Früchte sind kugelförmige, elliptische, eiförmige oder spindelförmige Beeren, die an der Spitze stumpf, spitz oder spitz zulaufend sein können. Sie sind unbehaart oder dicht behaart, bei Reife sind sie gelb, orange, rot, bräunlich oder blauschwarz gefärbt. Das Mesokarp weist gelegentlich Einschlüsse aus Steinzellen auf. Die Samen sind dick und winkelig bis linsenförmig oder stark abgeflacht, sie können glatt oder filzig behaart sein.

## Systematik
Innerhalb der Sektion werden etwa 13 Arten unterschieden:
| - Solanum amotapense Svenson - Solanum confusum C.V.Morton - Solanum cylindricum Vellozo - Solanum fallax Bohs - Solanum fusiforme Smith & Downs - Solanum glaucophyllum Desfontaines - Solanum hibernum Bohs: Bolivien. | - Solanum hutchisonii (Macbride) Bohs: Peru. - Solanum luridifuscescens Bitter: Brasilien. - Solanum luteoalbum Persoon: Ecuador bis Peru. - Solanum matadori Smith & Downs: Brasilien. - Solanum pelagicum Bohs: Brasilien. - Solanum stuckertii Bitter: Bolivien bis nördliches Argentinien. |

Die Zuordnung der Art Solanum fallax ist nicht genau geklärt, molekularbiologische Untersuchungen legen nahe, dass die Art möglicherweise doch der Sektion Pachyphylla näher steht als der Sektion Cyphomandropsis.

## Belege